# Chris Campe
Chris Campe (* 1979 in Walsrode) ist eine Designerin und Autorin in Hamburg. Sie arbeitet an der Schnittstelle von Text und Bild sowie Kunst und Design und entwickelt Ideen mit Schrift. In ihren freien Arbeiten mit experimentellem Lettering lotet sie die Grenzen von Schriftkonventionen aus.

## Leben und Werk
Nach einer Ausbildung zur Buchhändlerin studierte Chris Campe Illustration an der Hochschule für Angewandte Wissenschaften Hamburg (HAW) und an der École nationale supérieure des Arts Décoratifs (EnsAD) in Paris, anschließend als Fulbright-Stipendiatin Visual and Critical Studies an der School of the Art Institute of Chicago. Nach ihrem Masterabschluss arbeitet sie als freie Grafikerin in Unternehmen und Verlagen, u. a. Gruner+Jahr. Seit 2014 spezialisiert sie sich mit ihrem eigenen Büro All Things Letters auf Lettering, Schriftgestaltung und die Ausdrucksmöglichkeiten von Schrift. Sie arbeitet für Buchverlage wie Rowohlt, Hanser und C.H. Beck, Zeitschriften wie Art Magazin und Der Spiegel und Unternehmen wie Xing und die IGEPA. Außerdem gestaltet Chris Campe Briefmarken für das Bundesministerium der Finanzen. Sie hat drei Lehrbücher zum Thema Schrift und Lettering verfasst, unterrichtet u. a. an der HAW Hamburg, FH Potsdam und Muthesius Kunsthochschule und hält international Vorträge. Sie ist Mitinitiatorin des Berlin Letters Festival und organisiert den Typostammtisch Hamburg. In der Sammlung des Museums für Kunst und Gewerbe befinden sich rund 150 Arbeiten von Chris Campe.

## Ausstellungen
- 2010: Oh mein Wort!, Hamburg
- 2012: And Then She’s Like / And He Goes, A+D Gallery, Chicago
- 2012: The Great Refusal: Taking On New Queer Aesthetics, Sullivan Galleries, Chicago
- 2013: Domestic Utopias, ngbk, Berlin
- 2023: The F*word – Guerrilla Girls und feministisches Grafikdesign, Museum für Kunst und Gewerbe Hamburg[5]
- 2024: Wiki Women – Wissen gemeinsam ergänzen, Museum für Kunst und Gewerbe Hamburg[6]
- 2024: Protest with Creativity, Forward Festival, Hamburg[7]

## Publikationen
- Hamburg Alphabet. Hamburger Ladenschilder von A bis Z, 1. Auflage, Junius Verlag, Hamburg 2010, ISBN 978-3-88506-466-4.
- Chris Campe: drawing queer space: the kind of activism drawings do. In: Shift: Graduate Journal of Visual and Material Culture, Nr. 4, 10. Ontario 2011, S. 1–10
- Chris Campe: Girls Go First? Genderdarstellung in der Illustration. In: Varoom, the Illustration Report, Nr. 27, London 2014.
- Konferenzblog für TYPO Berlin, 2015–2016[8].
- Toller Ort. Hamburgs beste Läden und Adressen, 2. Auflage, Junius Verlag, Hamburg 2017, ISBN 978-3-88506-035-2.
- Praxisbuch Brush Lettering. Handlettering mit dem Brushpen – Schritt für Schritt von den Grundlagen zum eigenen Stil, 1. Auflage, mitp Verlag, Frechen 2018, ISBN 978-3-95845-730-0.
- Handbuch Handlettering. Eigene Buchstaben und illustrative Schrift gestalten, 2. Auflage, Haupt Verlag, Bern 2018, ISBN 978-3-258-60165-6.
- Making Fonts. Der Einstieg ins professionelle Type-Design, 1. Auflage, Verlag Hermann Schmidt, Mainz 2019, ISBN 978-3-87439-909-8.
- Chris Campe: Was macht eigentlich? Ladenschilder in Hamburg 2009 und 2019. In: Typotopografie 10, August Dreesbach Verlag, Hamburg 2019, ISBN 978-3-96395-016-2.
- Alphabets, Künstlerbuchreihe »100for10«, 1. Auflage, Melville Brand Design, München 2020, ohne ISBN, nur direkt erhältlich.
- Hamburg Alphabet. Hamburger Ladenschilder, zehn Jahre später, 1. Auflage, Hamburg 2020, Eigenverlag, ohne ISBN.
- Designing Fonts. An Introduction to Professional Type Design, Thames & Hudson, London, 1. Auflage 2020, ISBN 978-0-500-24155-4 (Englische Ausgabe).

## Weblink
Chris Campe: drawing queer space: the kind of activism drawings do. In: Shift: Graduate Journal of Visual and Material Culture, Nr. 4, 10. Ontario 2011, S. 1–10, PDF